# 1149
Évszázadok: 11. század – 12. század – 13. század
Évtizedek: 1090-es évek – 1100-as évek – 1110-es évek – 1120-as évek – 1130-as évek – 1140-es évek – 1150-es évek – 1160-as évek – 1170-es évek – 1180-as évek – 1190-es évek
Évek: 1144 – 1145 – 1146 – 1147 –  1148 – 1149 – 1150 – 1151 – 1152 – 1153 – 1154

## Események
- nyár elején – VII. Lajos francia király és seregeinek visszatérésével eredménytelen véget ér a második keresztes háború.[1]
- június 28. – Nur ad-Din muzulmán serege az inabi csatában legyőzi az Antiochiai Fejedelemség seregét, a csatában maga a fejedelem is elesik.[2]
- október 24. – IV. (Szent) Berengár, Aragónia hercege visszafoglalta Léridát és Fragát a móroktól.
- II. Géza ismét sereget indít sógora, II. Izjaszláv kijevi nagyfejedelem megsegítésére.[3]
- I. Manuél bizánci császár Szerbiára, II. Géza vazallus államára tör.

## Születések
- Fakhr al-Din al-Razi, arab hittudós, filozófus
- II. Msztyiszláv kijevi nagyfejedelem († 1170)

## Halálozások
- június 28. – Poitiers-i Raimond antiochiai fejedelem[2]